# ماركوس جيلكريست
ماركوس جيلكريست (بالإنجليزية: Marcus Gilchrist)‏ هو لاعب كرة قدم أمريكية أمريكي، ولد في 8 ديسمبر 1988 في هاي بوينت في الولايات المتحدة.

## وصلات خارجية
- ماركوس جيلكريست على موقع مرجع كرة القدم المحترفة.كوم (الإنجليزية)